# Ramon Brugada i Terradellas
Ramon Brugada i Terradellas (Banyoles, 1 de setembre de 1966) és un metge cardiòleg, investigador i professor universitari català.
El petit de quatre germans, després d'estudiar al col·legi Mossèn Baldiri Reixac i a l’Institut Pere Alsius, es va llicenciar en medicina i cirurgia per la Universitat Autònoma de Barcelona el 1990. Va treballar de metge de capçalera fins al 1992 quan va marxar cap als Estats Units. Es va especialitzar en medicina interna a la Universitat Emory a Atlanta i en Cardiologia a Baylor College of Medicine, Houston, Texas. Es va quedar com a professor a Baylor fins al 2002, quan va ser contractat com a Director del Centre de Genètica Cardiovascular del Masonic Medical Research Laboratory. El 2005 es va incorporar al Montreal Heart Institute i a la Universitat de Mont-real com a cardiòleg i director del Centre Clínic de Genètica Cardiovascular, compaginant la seva feina clínica amb la recerca en la genètica de la mort sobtada. El 2008 tornà a Catalunya per liderar el projecte de la nova facultat de medicina de la Universitat de Girona com a degà. També s’'incorporà a l'hospital Josep Trueta com a cardiòleg i a l’institut d’investigació biomèdica de Girona IDIBGI, com a director del centre de recerca cardiovascular (GenCàrdio). Brugada és professor catedràtic de cardiologia i director de la Càtedra de Malalties Cardiovasculars a la Universitat de Girona. A l'Hospital Universitari Josep Trueta és cap de cardiologia, director de la Unitat de Cardiopaties Familiars i director del Laboratori de Diagnosi de Genètica Cardiovascular. A més és promotor i director científic del "Projecte de Desfibril·lació pública, Girona Territori Cardioprotegit".
Com a investigador, ha publicat mes de tres-cents articles científics en revistes especialitzades i ha participat en centenars de congressos científics arreu del món. Juntament amb els seus germans, també metges, Pere i Josep fou el descobridor de l'anomenada síndrome de Brugada, un trastorn genètic poc freqüent de l'activitat elèctrica del cor que provoca un increment del risc de mort sobtada cardíaca. La primera vegada que aquesta es va descriure va ser l'any 1989. Tot i així, no va ser fins a l'any 1992 que els germans Brugada el van reconèixer com a etiologia de la mort sobtada per fibril·lació ventricular, és a dir, una arrítmia cardíaca mortal.
Durant la seva trajectòria professional, ha rebut nombrosos premis entre els quals destaquen el primer premi de l'Investigador Jove de la Societat Americana de Cardiologia, el premi Josep Trueta de l'Acadèmia de Ciències Mèdiques i de la Salut de Catalunya i de Balears, Col·legiat d´Honor del Col·legi Oficial de Metges de Girona, Càtedra de Recerca en Genètica de les Arrítmies i de l'Institut Canadenc de Recerca en Salut. El 2010 va ser nomenat Acadèmic Numerari de la Reial Acadèmia de Medicina de Catalunya. El 2020 fou distingit pel Govern de la Generalitat de Catalunya amb la Medalla Narcís Monturiol al mèrit científic i tecnològic per haver investigat els mecanismes bàsics de la mort sobtada. El 4 de novembre de 2021 es realitzà el lliurament d'aquest guardó. En el 2022 ha rebut, juntament amb els seus germans, el premi Joan Codina de la Societat Catalana de Cardiologia i ha estat escollit President Electe de la mateixa Societat.
Casat amb la besaluenca Anna Maria Iglesias, té dos fills, la Clàudia i l’Aleix Ramon, i resideix a Besalú.